# Alejandra Seeber
Alejandra Seeber (* 1969 in Buenos Aires) ist eine argentinische Malerin.

## Leben
Seebers verbrachte ihre Kindheit in Tierra del Fuego. Sie studierte an der Escuela Nacional de Bellas Artes Prilidiano Pueyrredón in Buenos Aires. 1994 und 1997 nahm sie an dem Program of William Estudiospara Kuitca für junge Künstler des Centro Cultural Borges in Buenos Aires teil und besuchte 2000 die Skowhegan School of Painting and Sculpture in Skowhegan, Maine (USA). Ihre Arbeiten wurden auf zahlreichen Gruppenausstellungen vor allem in Brasilien und den USA gezeigt, so auf der Übersichtsausstellung junger lateinamerikanischer Künstler The S Files 2003 im El Museo del Barrio in New York und 2007 auf der 7. Biennale des Mercosur.
Ihre Malerei  beinhaltet abstrakte und figurative Komponenten. Sie lebt und arbeitet in New York und Buenos Aires.

## Ausstellungen
- 2010 „Tutti frutti“, Häusler Contemporary, Zürich
- 2009 7. Biennale von Mercosul, Porto Alegre, Brasilien
- 2007 „Red Badge of Courage“, Newark Arts Council, Newark, New York
- 2003 „Duos“, Sperone Westwater Gallery, New York
- 2001 „This Room: Painting as a Second Language“, Parlour Projects, Brooklyn, NY
- 2000 „Architecture & Memory“, Greenberg van Doren Gallery, New York; „Seeberhood“, Galería Diana Lowenstein, Buenos Aires
- 1999 „Serendipia“, Galerie de L’Alliance Française, Buenos Aires
- 1996 Centro Cultural Ricardo Rojas, Buenos Aires
- 1993 „Alejandra Seeber, Richard Etkin“, Espacio Giesso, („Los Teatros de San Telmo“), Buenos Aires
- 1991 „Lindísima Amapola“, Espacio Giesso („Los Teatros de San Telmo“), Buenos Aires